# Frank Cyril Tiarks
Frank Cyril Tiarks OBE (* 9. Juli 1874 in Bacham, Surrey; † 7. April 1952 in Loxton, Somerset) war ein britischer Geheimdienstoffizier des Ersten Weltkrieges und Bankier in London.

## Leben
Tiarks entstammte einer sehr bekannten Familie des Jeverlandes, die im 19. Jahrhundert gesellschaftlich und unternehmerisch in England Fuß gefasst hatte. Sein Vater Henry Frederic Tiarks (1832–1911) war Gouverneur der Royal Exchange und schuf das Familienanwesen Foxbury in Chislehurst, Kent im Südosten Londons. Sein zweiter Sohn Frank Cyril wurde zunächst Marineoffizier und diente auf der Britannia sowie auf der Warspite als Unterleutnant. Gemeinsam mit seinem Vater wurde er nach dem Tod seines älteren Bruders in Indien 1893 Partner im Bankhaus J. Henry Schröder. Den Ersten Weltkrieg erlebte er als Kapitänleutnant und Offizier des British Naval Intelligence Departments im Room 40 der britischen Admiralität unter dem Kommando von Sir William Reginald Hall, einer Spezialabteilung von Kryptoanalytikern, die auch die Zimmermann-Depesche entschlüsselte. Nach dem Krieg wurde er während der Alliierten Rheinlandbesetzung ziviler Kommissar für den Geldverkehr im Rheinland (Rheinlandkommission). Er war ein Direktor der Bank of England bis zu deren Verstaatlichung 1946 und einer der Partner und Direktoren der Anglo-Iranian Oil Co. Seit 1911 gehörte Tiarks zu HM Lieutenants for the City of London und ab 1927 war er High Sheriff of Kent. Frank Cyril Tiarks zählte zu den einflussreichen Persönlichkeiten im Kreise der Anglo-German Fellowship.
Er heiratete 1899 in Hamburg Emmy Maria Franziska Brödermann (1875–1943).